# WFME-TV
WFME-TV é uma emissora de televisão americana com sede em Nova Iorque, NY. Opera nos canais 66 UHF analógico e 29 UHF digital.